# El Texano Jr.
Juan Aguilar Leos (né le 31 juillet 1984 à Mexicali, Baja California, dans l'état de Mexico) est un catcheur (lutteur professionnel) mexicain plus connu sous le nom de El Texano Jr. qui est actuellement sous contrat avec la Asistencia Asesoría y Administración.

## Carrière

### Consejo Mundial de Lucha Libre (2003-2011)
Le 5 avril, il continue sa série de victoires importantes avec le gain du NWA World Light Heavyweight Championship contre Atlantis.
Le 14 février 2010, lui et El Terrible perdent contre No Limit (Tetsuya Naitō et Yujiro Takahashi) et ne remportent pas les IWGP Tag Team Championship.

### Perros del Mal (2011)
Le 22 Novembre 2011, il a été signalé que El Texano Jr. avait quitté la CMLL et rejoint Perros del Mal Producciones. Le 24 Novembre, il. est apparu lors d' une conférence de presse, où il a été officiellement présenté comme nouveau membre de la fédération, apparaissant aux côtés de son frère Super Nova, qui travaille également pour la fédération.

### Asistencia Asesoría y Administracíon (2011–2021)
Le 19 mai, lui, Máscara Año 2000 Jr. et Toscano battent Los Psycho Circus (Monster Clown, Murder Clown et Psycho Clown) à la suite d'une autre intervention de El Hombre de Negro et remportent les AAA World Trios Championship.

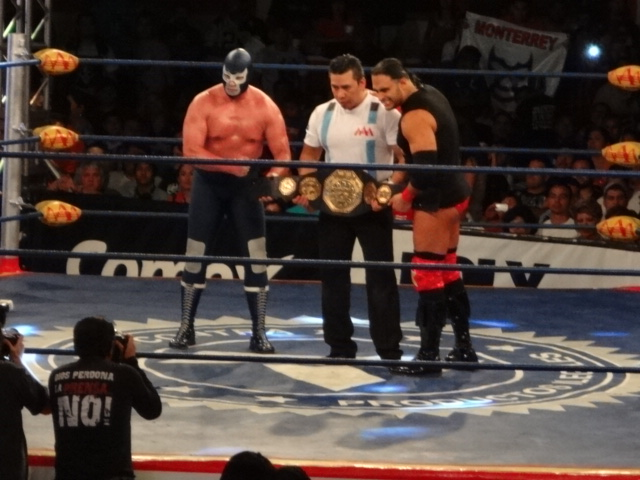
El Texano Jr. et Blue Demon Jr. avant leur match à Rey de Reyes 2013.

Lors de Guerra de Titanes 2012, il bat El Mesías, remporte le AAA Mega Championship et devient le plus jeune champion de l'histoire du titre par la même occasion. Lors de Guerra de Titanes 2014, il perd le titre contre Alberto El Patrón. Le 18 mars 2015, il remporte le tournoi Rey de Reyes (2015). Lors de Triplemanía XXIII, lui, Pentagón Jr. et El Hijo del Fantasma perdent contre Los Hell Brothers (Averno, Chessman et Cibernético) dans un Three Way Trios Steel Cage Match qui comprenaient également Fénix et Los Güeros del Cielo (Angélico et Jack Evans) et ne remportent pas les AAA World Trios Championship. Le 23 mars 2016, il bat El Mesías et remporte le AAA Mega Championship pour la deuxième fois. Il participe à la Lucha Libre World Cup 2016 en tant que membre de la "Team AAA" aux côtés de Psycho Clown et Pentagón Jr., en battant la "Team Ōdō and Zero1" (Akebono, Ikuto Hidaka et Masato Tanaka) dans les quarts de finale, et la "Team Noah" (Maybach Taniguchi, Naomichi Marufuji et Taiji Ishimori) dans les demi-finales. L'équipe de Psycho perd en finale du tournoi contre "Team Lucha Underground" (Johnny Mundo, Chavo Guerrero Jr. et Brian Cage). Lors de Triplemanía XXIV, il conserve son titre contre Brian Cage et Dr. Wagner, Jr. dans un Three-way match. Le 28 octobre, lors d'un show de la Promociones EMW, il conserve son titre contre El Mesías et Pentagón Jr.. Lors de Rey de Reyes 2017, il perd le titre contre Johnny Mundo dans un Three Way Match qui comprenaient également El Hijo del Fantasma où le AAA Latin American Championship et le AAA World Cruiserweight Championship étaient également en jeu.

#### Los Mercenarios (2018-...)
Le 25 mars, lui et Rey Escorpión battent Dark Family (Cuervo et Scoria) et remportent les AAA World Tag Team Championship. Lors de Heroes Inmortales XII, ils conservent leur titres contre DJ Z et Laredo Kid et MexaBlood (Bandido et Flamita),. Lors de Rey De Reyes 2019, ils perdent leur titres contre The Lucha Brothers (Pentagón Jr. et Fénix).
Le 8 mai 2021, lui, Rey Escorpión et La Hiedra battent Los Jinetes del Aire (El Hijo del Vikingo, Golden Magic et Myzteziz Jr.) et remportent les AAA World Trios Championship.

### Lucha Underground (2015–2017)
Le 25 mars, il perd contre Alberto El Patrón dans un Bullrope match et ne remporte pas le AAA Mega Championship.
Le 18 mai 2016, il perd contre Chavo Guerrero Jr. dans un Seven Way Match qui comprenaient également Aero Star, El Siniestro de la Muerte, Joey Ryan, Sexy Star et The Mack et ne remporte pas le Gift of the Gods Championship.

### Global Force Wrestling / Impact Wrestling (2017–2018)

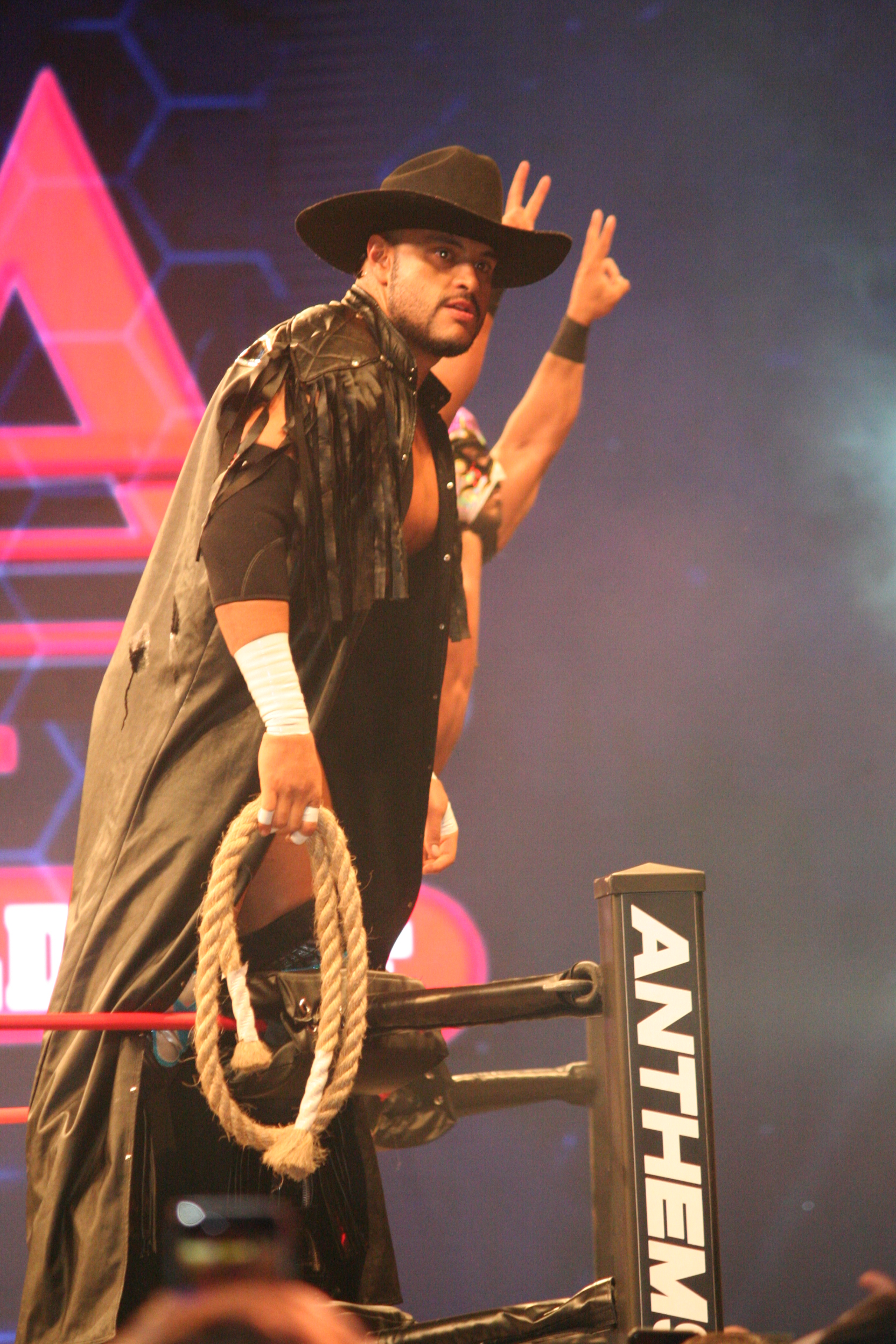
Texano lors de Bound for Glory en Novembre 2017

Lors de l'Impact Wrestling du 12 octobre, lui, Caleb Konley, Sienna perdent contre Dezmond Xavier, Allie et James Storm. Lors de Bound For Glory 2017, lui, El Hijo del Fantasma et Pagano perdent contre Eddie Edwards, Ethan Carter III et James Storm.
Lors de l'Impact Wrestling du 20 septembre 2018, il perd contre Austin Aries et ne remporte pas le Impact World Championship.

## Palmarès
- Asistencia Asesoría y Administración
  - 2 fois AAA Mega Champion
  - 1 fois AAA World Tag Team Championship avec Rey Escorpión
  - 2 fois AAA World Trios Championship avec Máscara Año 2000 Jr. et Toscano (1) et La Hiedra, Rey Escorpión et Taurus (1)
  - Copa Antonio Peña (2012)
  - Rey de Reyes (2015)

- Consejo Mundial de Lucha Libre
  - 1 fois Mexican National Trios Championship avec El Sagrado et Máximo
  - 1 fois NWA World Light Heavyweight Championship
  - 1 fois NWA World Historic Light Heavyweight Championship
  - G1 Junior Climax (2005)

- CMLL Guadalajara
  - 1 fois Occidente Tag Team Championship avec El Terrible[26]

- Dramatic Dream Team
  - 1 fois Ironman Heavymetalweight Championship

## Récompenses des magazines
- Pro Wrestling Illustrated

| Année | 2006 | 2007 | 2008       | 2009 | 2010 | 2011       | 2012 | 2013 | 2014 | 2015 | 2016 | 2017 | 2018 | 2019 | 2020       | 2021 | 2022 à 2023 | 2024 |
| ----- | ---- | ---- | ---------- | ---- | ---- | ---------- | ---- | ---- | ---- | ---- | ---- | ---- | ---- | ---- | ---------- | ---- | ----------- | ---- |
| Rang  | 103  | 242  | Non classé | 268  | 274  | Non classé | 230  | 48   | 79   | 87   | 57   | 88   | 220  | 413  | Non classé | 237  | Non classé  | 334  |